# ムルデカ118
ムルデカ118（マレー語: Merdeka 118） は、マレーシアの首都クアラルンプールの KLCC にある商業用超高層ビルである。2014年に着工し、2023年に竣工。高さ (尖塔等は含みアンテナ等は含まず) 678.9 m   、地上118階・地下5階の構造であり、ドバイのブルジュ・ハリファに次いで世界で2番目に高いビルである。また、ペトロナスツインタワーを上回りマレーシアで最も高い建造物となった。
マレーシア最大の投資企業である Permodalan Nasional Berhad (略称はPNB) の本社ビルとして機能する。

## ビルの構成・状況
地下階は駐車場となっており、8500台が収容可能となっている。
地上118階のうち、100階が賃貸スペースとなっている。賃貸スペースのうち、83階がオフィス（うち60階がPNB及び関連企業が入居）、12階がホテル、5階が住居及び小売業センターとして利用される。最上位の115～118階（476m）は展望デッキ及び美術館スペースとなる。そのほか、賃貸不可のレクリエーション施設やメンテナンス施設から構成される。
エレベーター及びエスカレーターはフィンランドのコネが受注している。
COVID-19のパンデミックにより2020年3月18日に建設が中断したが、2020年5月中旬に再開された。2021年10月12日に完成時の高さに到達した。

## デザイン
ダイアグリッド構造のファセット・カット形状は、マレーシア人の多様性をイメージしている。尖塔は北に偏っているが、これは隣接するムルデカ・スタジアムで1957年にトゥンク・アブドゥル・ラーマンが独立を宣言したときの挙手をイメージしたと言われている。

## アクセス
ラピドKL
- ムルデカ駅: 9SBK17 カジャン線（英語版） - 直結予定
- マハラジャレラ駅: 8MR3 KLモノレール - 徒歩4分
- プラザ・ラキャ駅: 3AG8 4SP8 アンパン線 - 徒歩5分
- ハン・トゥア駅: 3AG9 4SP9 アンパン線・8MR4 KLモノレール - 徒歩8分
- パサール・スニ駅: 5KJ14 クラナジャヤ線・9SBK16 カジャン線 - 徒歩8分
- クアラルンプール駅: 1KA02 スレンバン線・2KA02 クラン港線（英語版） - 徒歩10分